# Rik Geuns

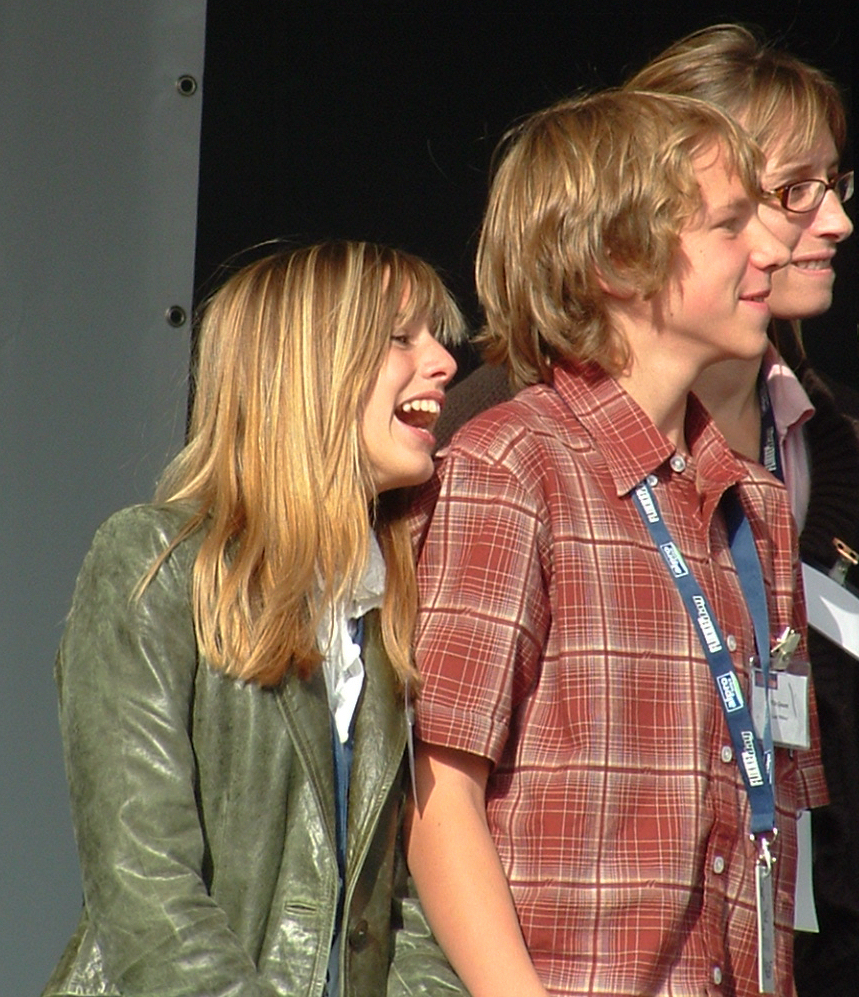
Geuns tijdens Flikkendag 2005, in het gezelschap van Margot De Ridder en Tania Kloek

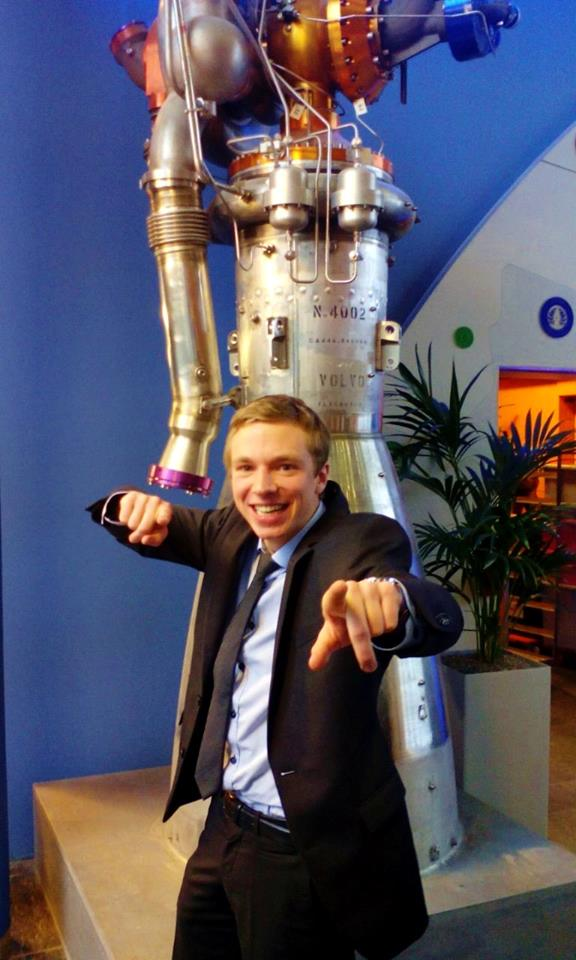
Geuns bij zijn afstuderen aan de Technische Universiteit Delft, op 21 november 2014

Rik Geuns (Geel, 28 augustus 1990) is een Vlaams acteur.
Geuns acteerde sinds zijn negende; in 1999 stond hij naast onder meer Mark Tijsmans in de musical Peter Pan van Music Hall, als een van de Verloren Jongens. Naar eigen zeggen was hij altijd graag bezig met acteren, zingen en gedichten voordragen. Geuns werd in 2001 gecast voor de rol van Simon Van Lancker in Flikken, waar hij sinds 2002 in te zien was. In 2003 speelde hij de hoofdrol in de musicalbewerking van Het Oneindige Verhaal bij Jeugdtheater Ondersteboven uit Sint-Niklaas. Eind 2004, begin 2005 speelde hij in het toneelstuk Scrooge, waar hij zijn rol deelde met Christophe van der Sluis. Na afloop van Flikken in 2005 bleef een tijdje stil rond Geuns. In 2006 was hij opnieuw te zien in de musicalversie van Peter Pan, nu als John Darling. Hij werd vergezeld door onder meer Ann Van den Broeck, Karel Deruwe en Aron Wade. Een jaar later speelde hij in Leve de jongens! bij theatergroep Ootello, naast onder meer Rob Teuwen.
Geuns is de zoon van Heidi Verlooy en Gie Geuns. Hij heeft een zes jaar jongere zus, Flore, die onder meer te zien is geweest in de musicals Kuifje: De Zonnetempel en Daens.
Geuns woonde lange tijd in Delft, waar hij studeerde aan de faculteit Luchtvaart- en Ruimtevaarttechniek van de Technische Universiteit Delft. Tot voorkort woonde Geuns in Lausanne, waar hij zijn thesis schreef aan de École Polytechnique Fédérale de Lausanne.
Na 7 jaar zal Geuns zijn rentree op de planken maken; dit met hetzelfde theatergezelschap Ootello in de voorstelling Op hoop van zegen. Wie Geuns wil gaan bewonderen moet in februari of maart 2016 naar Mol afzakken.